# إنيد بينيت
إنيد بينيت (بالإنجليزية: Enid Bennett)‏ هي ممثلة أسترالية، ولدت في 15 يوليو 1893 بأستراليا، وتوفيت في 14 مايو 1969 بماليبو في الولايات المتحدة بسبب نوبة قلبية.

## أعمال

### أفلام
- (1922) روبن هود[2][3]
- (1931) سكيبي
- (1940) بداية العزف

## وصلات خارجية
- إنيد بينيت على موقع IMDb (الإنجليزية)
- إنيد بينيت على موقع ألو سيني (الفرنسية)
- إنيد بينيت على موقع أول موفي (الإنجليزية)
- إنيد بينيت على موقع قاعدة بيانات برودواي على الإنترنت (الإنجليزية)
- إنيد بينيت على موقع قاعدة بيانات الأفلام السويدية (السويدية)
- إنيد بينيت على موقع قاعدة بيانات الفيلم (الإنجليزية)
- إنيد بينيت على موقع كينوبويسك (الروسية)